# Libanon az 1960. évi téli olimpiai játékokon
Libanon az egyesült államokbeli Squaw Valleyben megrendezett 1960. évi téli olimpiai játékok egyik részt vevő nemzete volt. Az országot az olimpián 1 sportágban 2 sportoló képviselte, akik érmet nem szereztek.

## Alpesisí
Férfi
| Versenyző      | Versenyszám      | 1. futam | 1. futam | 2. futam | 2. futam | Összesítés | Összesítés |
| Versenyző      | Versenyszám      | Idő      | Hely.    | Idő      | Hely.    | Idő        | Helyezés   |
| -------------- | ---------------- | -------- | -------- | -------- | -------- | ---------- | ---------- |
| Ibrahim Geagea | Lesiklás         |          |          |          |          | 2:39,2     | 56.        |
| Ibrahim Geagea | Óriás-műlesiklás |          |          |          |          | 2:29,1     | 57.        |
| Nazih Geagea   | Lesiklás         |          |          |          |          | 3:00,3     | 59.        |
| Nazih Geagea   | Műlesiklás       | 1:22,4   | 33.      | kizárták | kizárták | kiesett    | kiesett    |
| Nazih Geagea   | Óriás-műlesiklás |          |          |          |          | 2:20,3     | 49.        |